# 1824 w literaturze
Wydarzenia literackie w 1824 roku.

## Nowe książki
- Lydia Maria Child – Hobomok, a Tale of the Times
- James Fenimore Cooper – Pilot
- James Hogg – The Private Memoirs and Confessions of a Justified Sinner
- Washington Irving – Tales of a Traveller
- Charles Maturin – The Albigenses
- Mary Russell Mitford – Our Village
- Susanna Rowson – Charlotte’s Daughter
- Walter Scott – Redgauntlet
- Wawrzyniec Surowiecki – Śledzenie Początku Narodów Słowiańskich (rozprawa)

## Nowe poezje
- Edwin Atherstone – A Midsummer-Day’s Dream
- Letitia Elizabeth Landon – The Improvisatrice
- Giacomo Leopardi – Pieśni hrabiego Giacomo Leopardiego
- Alfred de Vigny – Éloa, ou La sœur des anges

## Urodzili się
- 7 stycznia – Julia Kavanagh, brytyjska pisarka (zm. 1877)
- 8 stycznia – Wilkie Collins, angielski powieściopisarz, dramaturg i autor opowiadań (zm. 1889)
- 5 marca – Lucy Larcom, amerykańska nauczycielka i poetka (zm. 1893)
- 19 marca – William Allingham, irlandzki poeta (zm. 1889)
- 23 marca – Zygmunt Miłkowski, polski pisarz i publicysta (zm. 1915)
- 27 lipca – Alexandre Dumas, francuski pisarz i dramaturg (zm. 1895)
- 31 lipca – George Henry Miles, amerykański pisarz i dramaturg (zm. 1871)
- 15 września – Adeline Dutton Train Whitney, amerykańska pisarka i poetka (zm. 1906)
- 18 października – Juan Valera, hiszpański pisarz (zm. 1905)
- 10 grudnia – George MacDonald, szkocki pisarz (zm. 1905)
- 11 grudnia – Víctor Balaguer i Cirera, hiszpański pisarz i polityk (zm. 1901)

## Zmarli
- 2 marca – Susanna Rowson, brytyjsko-amerykańska nauczycielka i pisarka (ur. 1762)
- 19 kwietnia – George Gordon Byron, angielski poeta (ur. 1788)
- 30 października – Charles Maturin, brytyjski pisarz pochodzenia irlandzkiego (ur. 1782)